# Diederichstempel

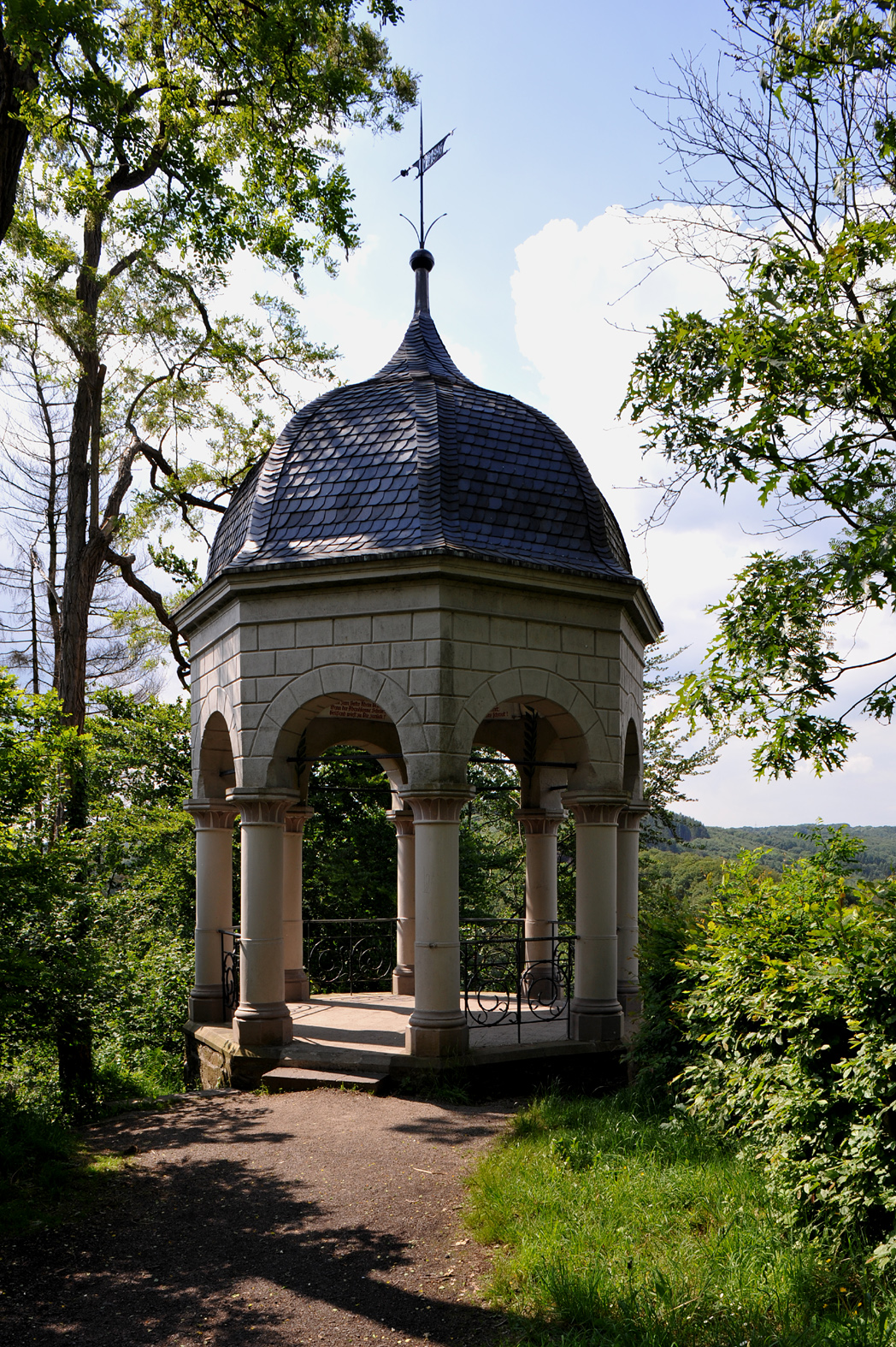
Burger Diederichstempel

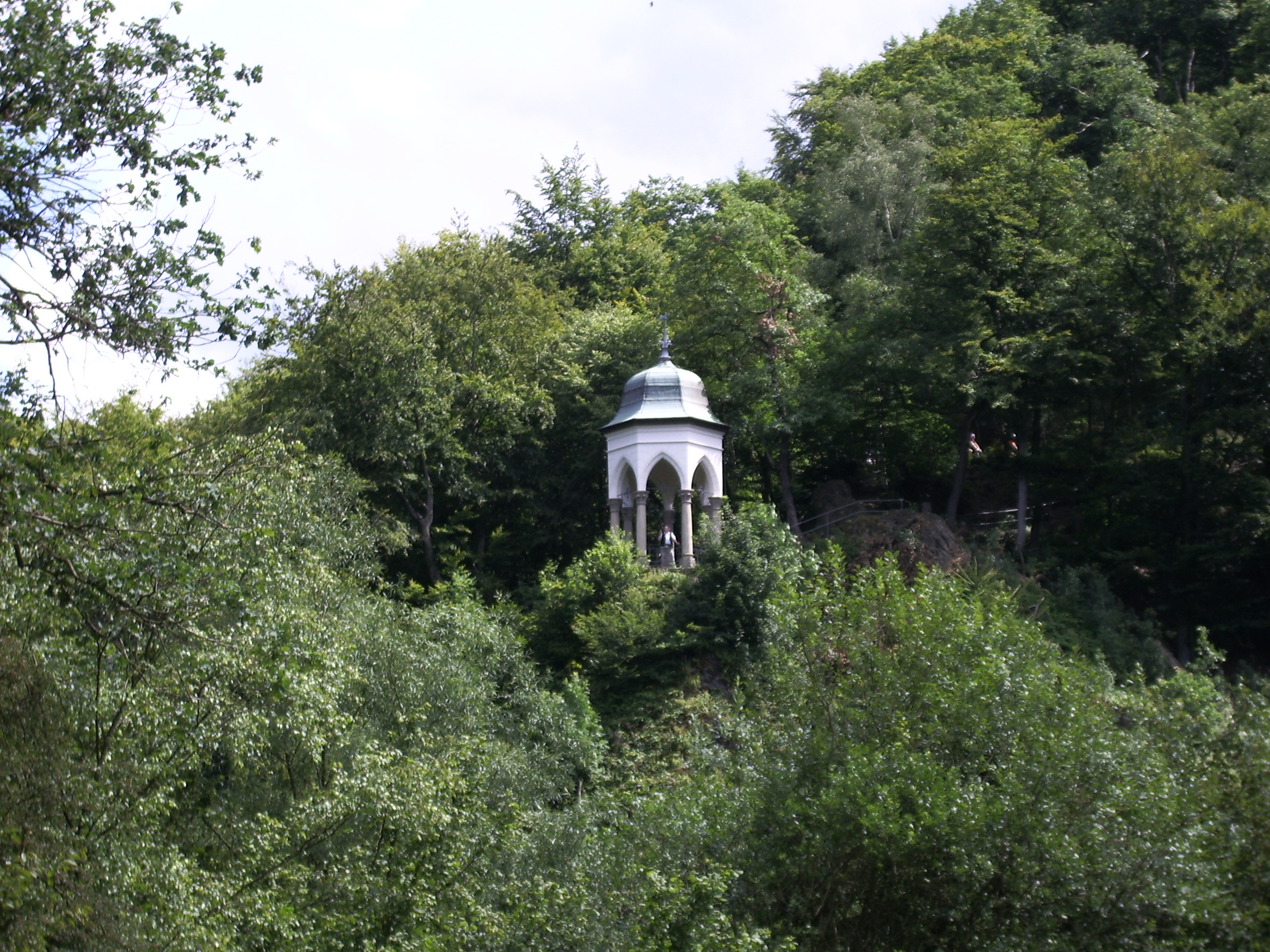
Müngstener Diederichstempel

Als Diederichstempel werden zwei Aussichtspavillons bei Burg und Müngsten, südöstlich von Solingen oberhalb der Wupper bezeichnet.
Die beiden Pavillons wurden von dem wohlhabenden August Diederichs Ende des 19. Jahrhunderts sowie Anfang des 20. Jahrhunderts gestiftet. Diederichs, der aus Remscheid stammt und zu dem Zeitpunkt pensionierter Direktor eines Schweizer Internats war, suchte sich den Platz für die Bauwerke selbst aus und setzte dazu einen Vertrag auf. Er verfügte, dass die Pavillons zu allen Tages- und Jahreszeiten für die Öffentlichkeit zugänglich sein sollen.

## Diederichstempel Burg
Der achteckige Burger Pavillon im neuromanischen Stil befindet sich bei Schloss Burg. Er wurde im Jahr 1896 errichtet. Der Architekt war Gerhard August Fischer. Die Decke ist mit Gemeindewappen und Sinnsprüchen geschmückt, das Dach ist mit Schieferplatten gedeckt. Der Pavillon ist am besten vom Schloss Burg aus erreichbar (51° 8′ 5,6″ N, 7° 9′ 0,4″ O). Vom Pavillon aus hat man eine schöne Sicht auf das Schloss und den Stadtteil Unterburg.

## Diederichstempel Müngsten

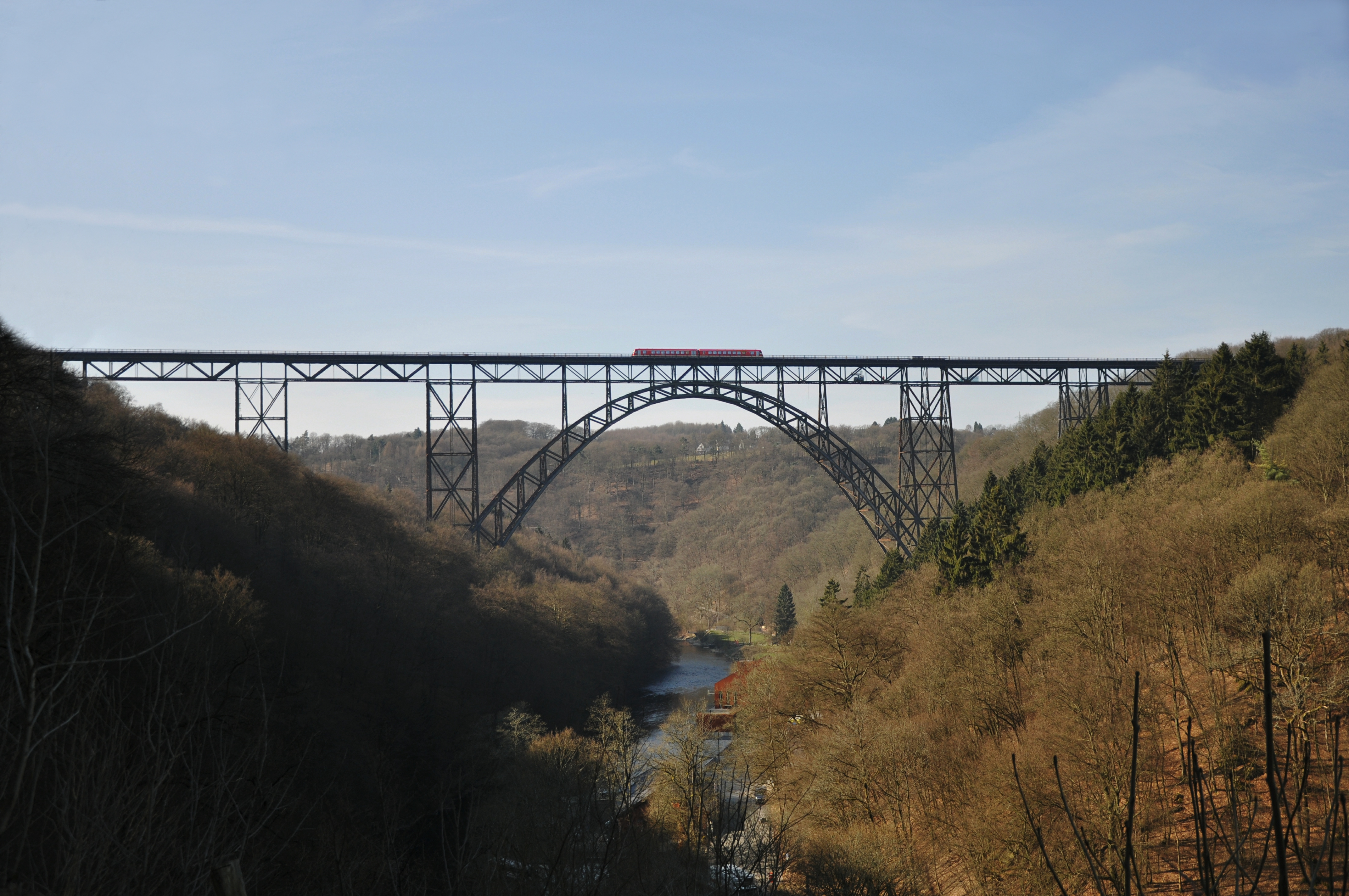
Blick vom Müngstener Diederichstempel auf die Müngstener Brücke

Der Müngstener Pavillon ist hingegen in neugotischem Stil gebaut und hat eine siebeneckige Grundform. Er wurde im Jahr 1901 errichtet. 1905 ließ Diederichs auch diese Decke bemalen, hiervon ist jedoch nichts mehr vorhanden. Das Dach hat gegenwärtig eine Blechverkleidung. Der Zementstuck imitiert auf den Außenwänden bis in die Laibungen der Spitzbögen eine Natursteinquaderung. Die Säulen sind mit einem Halsring und gotisierenden Knospenkapitellen versehen. Darüber schließen sich ein schmales Wulstprofil, ein breiter glatter verputzter Streifen und das profilierte Traufgesims an. Die geschweifte Haube ist mit geprägten Kupferblechen belegt und mit einer Wetterfahne bekrönt.
Den Innenbereich überspannt eine in Rabitzkonstruktion gefertigte Kuppel. Zwischen den Säulen befinden sich hüfthohe schmiedeeiserne Geländer und die Spitzbogenöffnungen sind durch verzierte Eisenanker verbunden.
Im Präsentationsjahr der Regionale 2006 wurde der Diederichstempel umfangreich saniert. Der Diederichstempel wurde am 11. November 1987 in die Denkmalliste der Stadt Remscheid eingetragen.
Den Pavillon erreicht man leicht von der Napoleonsbrücke aus (51° 9′ 49,3″ N, 7° 8′ 21,4″ O). Von ihm bietet sich eine schöne Sicht auf die Müngstener Brücke.
Obwohl der Tempel im Schimmelbusch auf Remscheider Stadtgebiet steht, gehört er der Stadt Solingen. Sie hat das Grundstück, auf dem der Pavillon steht, bereits 1882 gekauft.